# August von Schlossberger
Karl Friedrich August von Schloßberger (* 14. August 1827 in Stuttgart; † 27. Januar 1905 ebenda) war ein deutscher Archivar.

## Leben und Wirken
Nach dem Besuch des Gymnasiums in Stuttgart studierte August von Schloßberger Rechtswissenschaft an der Eberhard Karls Universität Tübingen und promovierte dort 1850 zum Dr. jur. bei Adolph Michaelis. Danach war er kürzere Zeit Mitglied und z. T. Geschäftsführer der württembergischen Gesandtschaft in Paris. Im Jahre 1851 trat er beim Staatsarchiv Stuttgart in den Archivdienst ein, wurde 1873 dort Vorstand und 1892 Archivdirektor mit dem Titel „Staatsrat“. 1901 ging er in den Ruhestand.
August von Schloßberger hat sich besonders durch Quellen- bzw. Briefeditionen zur württembergischen Geschichte einen Namen gemacht.
Sein Bruder war Julius Eugen Schloßberger, Professor für Physiologische Chemie an der Universität Tübingen, ein bedeutender Biochemiker.

## Ehrungen, Nobilitierung
- 1871 Ritterkreuz 1. Klasse des Ordens der württembergischen Krone, welches mit dem persönlichen Adelstitel (Nobilitierung) verbunden war[2]
- 1878 Kommenturkreuz 2. Klasse des Friedrichsordens
- 1889 Kommenturkreuz des Ordens der Württembergischen Krone
- 1891 Olga-Orden

## Schriften (Auswahl)
- (Hrsg., mit Eduard Faber): Die Vorarbeiten zum Württembergischen Land-Rechte vom 1. Juni 1610. Weise, Stuttgart 1859.
- (Hrsg.): Hans J. Breuning von Buchenbach. Relation ueber seine Sendung nach England im Jahre 1595. Literarischer Verein, Stuttgart 1865.
- Verhandlungen über die beabsichtigte Vermählung des Erzherzogs Carl von Oesterreich mit der Königin Elisabeth von England. In: Forschungen zur Deutschen Geschichte, Bd. 5 (1865), S. 1–68.
- (mit Paul von Stählin): Festgruss zum vierhundertsten Jahrestag der Stiftung der Universität Tübingen im Jahre 1877. Dargebracht von d. Direktion d. Geh. Königl. Haus- u. Staats-Archivs zu Stuttgart. Stuttgart 1877.
- Archivalische Nachlese zur Schillerlitteratur. Krabbe, Stuttgart 1877.
- (Hrsg.): Neuaufgefundene Urkunden über Schiller und seine Familie. Cotta, Stuttgart 1884.
- (Hrsg.): Briefwechsel der Königin Katharina und des Königs Jérome von Westphalen, sowie des Kaisers Napoleon I. mit dem König Friedrich von Württemberg. Drei Teile. Kohlhammer, Stuttgart 1886/1887.
- (Hrsg.): Politische und militärische Correspondenz König Friedrichs von Württemberg mit Kaiser Napoleon I. 1805–1813. Kohlhammer, Stuttgart 1889.
- Prinz Karl von Württemberg Kaiserlich russischer Generallieutenant geboren 1770, gestorben 1791, nach Briefen. Kohlhammer, Stuttgart 1889.